# Статуя

«Князь Святослав» Борис Крилов

Ста́туя (лат. statua, від statuo «ставлю»), різьблена постать — твір об'ємної скульптури, що зображує людину або тварину (подеколи також міфологічні і/або фантастичні істоти) у повний зріст стоячи чи верхи; один з основних видів скульптури.
Статуї мають тривимірний об'єм і, зазвичай, встановлюються на постаменті. Невеликі статуї, якими прикрашають інтер'єр, називають статуетками.
Окремо поставлена статуя широко використовується для оздоби садів, фасадів палаців. У добу бароко статуї ставили на парапеті дахів задля підвищення виразності фасаду. Схоже використовували також великі вази чи маленькі обеліски.